# Завод имени Фрунзе (футбольный клуб, Москва)
«Завод им. Фрунзе» — советский футбольный клуб из Москвы. Основан в 1923 году. В 1938 году после неудачного выступления в Кубке СССР больше на всесоюзном уровне не выступал. Также упоминается сокращённое название ЗиФ (Завод им. Фрунзе).

## Названия клуба
- 1923—1924 — «Гос.авиазавод № 4 «Мотор»
- 1924—1925 — «ГАЗ № 4»
- 1925—1927 — «Завод № 4 им. Фрунзе»
- 1927—1931 — «Завод № 24 им. Фрунзе»
- 1931—1941 — «Завод им. Фрунзе»

## История

### 1923—1930. Начало
Футбольная команда «ЗиФ» появилась в 1923 году. На Заводе им. Фрунзе (авиационного двигателестроения) заводские спортивные кружки относились к союзу машиностроительной промышленности. В начале 1930-х годов завод № 24 им. М. В. Фрунзе стал площадкой для создания первого мощного авиационного двигателя отечественной разработки и был в то время одним из крупнейших предприятий в Москве, и спорту на нём уделялось немало внимания.

### 1931—1940. «Бронза» в чемпионате Москвы и выход на «всесоюзную арену»
Весной 1931 года «ЗиФ» берёт старт в чемпионате Сокольнического района, а осенью 1932 года команда дебютирует в одной из подгрупп первенства Москвы, где в осеннем чемпионате 1935 года занимает  3 место. В 1938 году принимает участие в розыгрыше Кубка СССР, вначале в I зоне, 2 группе Москвы побеждает команды «Основа» (Вичуга) 6:0 и «Старт» (Москва) 3:0, но проигрывает в финале зоны команде «Зенит» (Калининский) 2:4.

### 1941. «Серебро» в кубке Москвы и переезд в Куйбышев
В Кубке Москвы, который стал ХLI-м первенством столицы и первым, проведенным в годы Великой Отечественной войны с участием сильнейших команд , «ЗиФ» дошел до финала. Осенью 1941 года завод был эвакуирован в Куйбышев, где весной 1942 года формируется заводская футбольная «Команда капитана Федосова», позже получившая название Крылья Советов.

## Достижения
- В кубке СССР — поражение в 1/64 финала (1938)
- В чемпионате Москвы — 3 место (1935 ,осень)
- В кубке Москвы — 2 место (1941)

## Известные игроки
- Илья Гвоздков обладатель Кубка СССР в 1936 году в составе Локомотив (Москва)
- Александр Головкин Чемпион СССР  в 1938 году в составе Спартак (Москва)
- Горохов, Владимир Иванович как тренер выиграл:
  -  в 1965 с Торпедо (Москва);
  -  в 1957 c Торпедо (Москва);
  -  в 1940 с Спартак (Москва) (главный тренер) и в 1968 c Торпедо (Москва).у6
- Пётр Теренков